# Bruno d'Augsbourg
Pour les articles homonymes, voir Bruno.
Bruno (mort le 6 ou le 24 avril 1029 à Ratisbonne) est le 27e évêque d'Augsbourg de 1006 à sa mort.

## Biographie
Bruno est le fils cadet du duc Henri II de Bavière et de son épouse Gisèle de Bourgogne, il est le frère du futur empereur Henri II (mort en 1024) et de Gisèle qui sera l'épouse du roi Étienne Ier de Hongrie. Entre 1002 et 1005, Bruno séjourne en Hongrie en raison d'une dispute avec son frère Henri. Il soutient alors Étienne dans la mise en place de son administration. En 1005, Henri rappelle son frère pour en faire son chancelier à la place d'Egilbert (de), devenu évêque de Freising, puis le nomme évêque d'Augsbourg l'année suivante.
Les relations entre les deux frères sont changeantes et parfois très tendues. Cependant, Bruno reste chancelier allemand et évêque d'Augsbourg, même après la mort de son frère Henri. Après la mort d'Henri II en 1024, les deux filles d'Otton II et de Théophano Skleraina, Sophie, abbesse d'Essen et Gandersheim, et Adélaïde, abbesse de Quedlinbourg, sont, avec Bruno, les derniers Ottoniens vivant dans l'empire. Comme tous trois poursuivent une carrière cléricale, ils ne peuvent hériter d'Henri II. Le facteur décisif pour le changement en douceur de la dynastie des Ottoniens aux Franconiens est le fait que les derniers Ottoniens prennent parti pour Conrad II le Salique et contre Conrad II de Carinthie.
Bruno est chargé en 1026 par Conrad II d'élever et d'éduquer son fils et successeur, Henri III. Cela signifie de facto le transfert de régence pendant la campagne d'Italie de Conrad II (1026-1027). À Pâques 1027, Bruno est à Rome avec son élève Henri et participe au couronnement impérial de Conrad II. En 1027 également, il participe au synode de Francfort (de). Les relations entre Bruno et Conrad sont très bonnes ; il est considéré comme l'un des plus importants conseillers des Franconiens.